# Дойчбазелиц

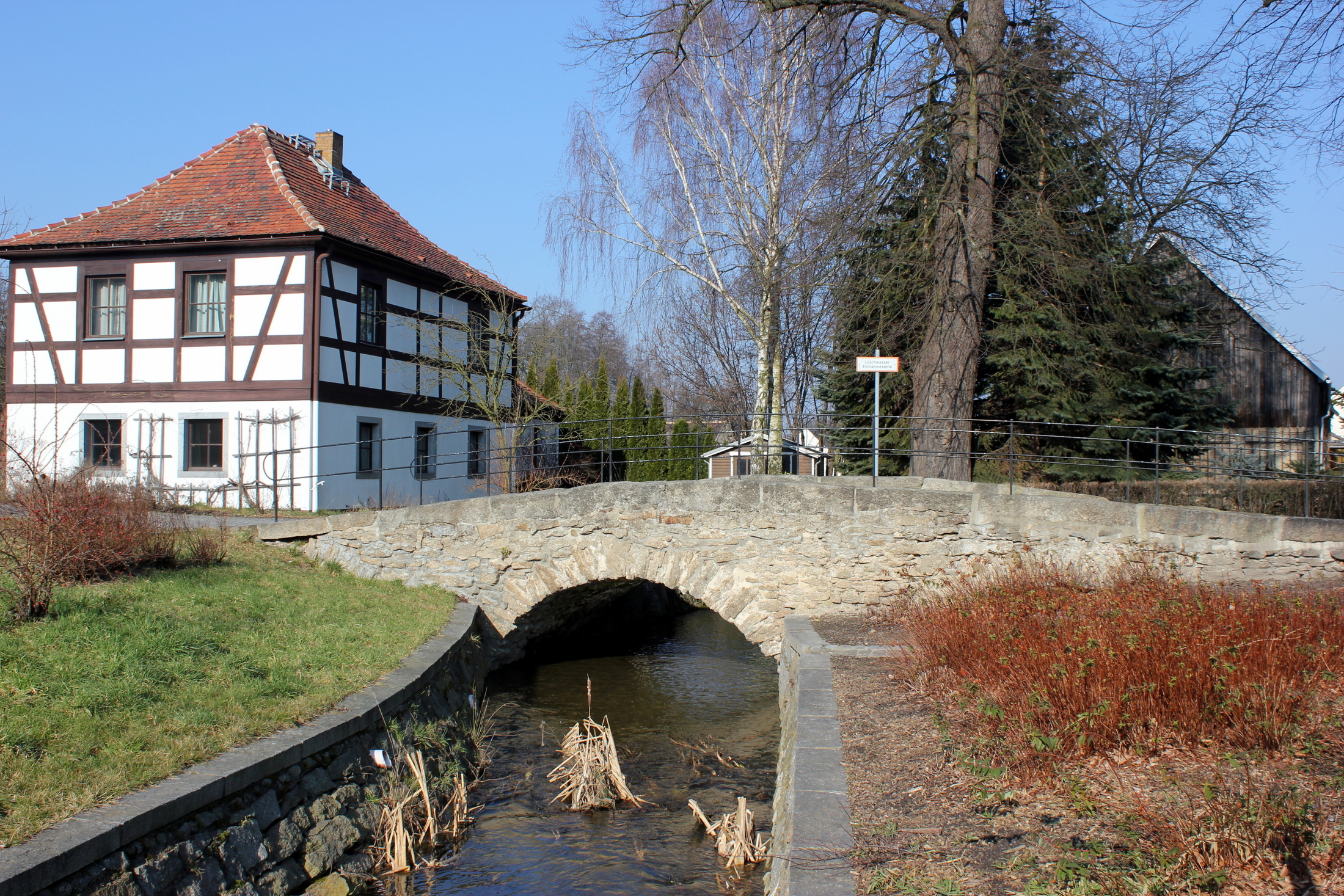
Каменный мост

Дойчбазелиц или Не́мске-Па́злицы (нем. Deutschbaselitz; в.-луж. Němske Pazlicyо файле) — сельский населённый пункт в городских границах Каменца, район Баутцен, федеральная земля Саксония, Германия.

## География
Находится примерно в трёх километрах северо-восточнее Каменца на правом берегу реки Яуэр (нем. Jauer, серболужицкое наименование — Явора, в.-луж. Jawora), притока реки Шварце-Эльстер (серболужицкое наименование — Чорны-Гальштров). На северо-востоке от населённого пункта находится озеро Дойчбазилицер-Гростайх с двумя птичьими островами (нем. Deutschbaselitzer Großteich, Немскопазличанское большое озеро, в.-луж. Nĕmskopazličanski wulki hat), на юго-востоке — озеро Гросе-Сандтайх (нем. Großе Sandteich, Большое песчаное озеро, в.-луж. Wulki pĕskojčny hat) и на северо-западе — озеро Хофетайх (нем. Hofeteich, Дворское озеро, в.-луж. Dwórski hat).
Через населённый пункт проходит автомобильная дорога S97, которая соединяет Дойчбазелиц с Каменцом.
Соседние населённые пункты: на севере — деревня Мильштрих (Йитро) коммуны Ослинг, на востоке — деревня Писковиц (Пескецы) коммуны Небельшюц, на юге — деревня и административный центр коммуны Небельшюц, на западе — деревня Езау (Йежов, в городских границах Каменца), на северо-западе — деревня Чорнау (Чорнов, сельская община Чорнау-Шидель в городских границах Каменца).

## История
Впервые упоминается в 1225 году в под наименованием «Pazeliz». В средние века деревня принадлежала женскому монастырю Мариенштерн. В 1999 году Дойчбазелиц вошёл в городские границы Каменца.
В 1937 году во время германизации наименований населённых пунктов Третьего рейха был переименован в Гросбазелиц. Прежнее наименование возвращено в 1948 году.
В настоящее время деревня входит в состав культурно-территориальной автономии «Лужицкая поселенческая область», на территории которой действуют законодательные акты земель Саксонии и Бранденбурга, содействующие сохранению лужицких языков и культуры лужичан.
Исторические немецкие наименования:
- Pazeliz, 1225
- Pazelicz, 1338
- Pazelicz Theotunico, 1374
- Dewtsche Paselicz, Dewtsche Passelitz ,1486
- Deutzschpaselitz, 1504
- Baselwitz ,1547
- Baseliz, 1658
- Teutsch Poßlitz, 1721
- Deutsch Baselitz, 1791
- Großbaselitz, 1937—1948

## Население
Официальным языком в населённом пункте, помимо немецкого, является также верхнелужицкий язык.
Согласно статистическому сочинению «Dodawki k statisticy a etnografiji łužickich Serbow» Арношта Муки в 1884 году в деревне проживало 310 жителей (из них — 185 лужичан (60 %).
Лужицкий демограф Арношт Черник в своём сочинении «Die Entwicklung der sorbischen Bevölkerung» указывает, что в 1956 году при общей численности в 535 жителей серболужицкое население деревни составляло 0,6 % (только 3 взрослых владели верхнелужицким языком).
| 1834 | 1871 | 1890 | 1910 | 1925 | 1939 | 1946 | 1950 | 1964 | 1990 | 2011 | 2012 |
| ---- | ---- | ---- | ---- | ---- | ---- | ---- | ---- | ---- | ---- | ---- | ---- |
| 206  | 286  | 309  | 332  | 378  | 470  | 500  | 529  | 435  | 395  | 448  | 502  |